# قنوت (اسم)
قنوت هو اسم علم مذكر ومؤنث من أصل عربي، ومعناه هو المطيع العابد المصلي.

## وصلات خارجية
- موسوعة السلطان قابوس لأسماء العرب نسخة محفوظة 5 أبريل 2019 على موقع واي باك مشين.